# Thronfolge (Eswatini)

Königliche Standarte Swasilands

Die Thronfolge in Eswatini bringt den König von Eswatini in Abstammungslinie von Dlamini III. hervor. Die Thronfolge wird durch den Königsrat (englisch Royal Council) nach mehreren Grundbedingungen bestimmt.
Es muss sich um den einzigen männlichen Nachkommen der Königinmutter handeln. Zudem muss der König aus dem Haus Dlamini stammen, die Königinmutter darf nicht aus Abstammungslinie der Dlamini stammen. Der König führt stets den offiziellen Namen als Nkosi Dlamini, wobei Nkosi König bedeutet und Dlamini der Familienname ist. Die absolute Staatsmacht in Eswatini geht stets vom König als Ngwenyama (deutsch Löwe) und der Königinmutter als Ndlovukazi (deutsch Elefantin) aus.
Es wird gemäß königlicher Tradition erwartet, dass der König mehrere Frauen aus allen Volksgruppen zur Wahrung der nationalen Einheit heiratet. Beim traditionellen Schilfrohrtanz tanzen jedes Jahr zehntausende junge Frauen barbusig vor dem König, der sich dabei eine weitere Ehefrau aussuchen kann.